# Vanguelos Mantzios
Vanguelos Mantzios és un futbolista grec. Va començar com a futbolista al Kallithea FC.